# IntelliJ IDEA
IntelliJ IDEA é um ambiente de desenvolvimento integrado (IDE) escrito em Java para o desenvolvimento de software de computador escrito em Java, Kotlin, Groovy e outras linguagens baseadas em JVM. Ele é desenvolvido pela JetBrains (anteriormente conhecido como IntelliJ) e está disponível como uma edição da comunidade com licença Apache 2 e em uma edição comercial proprietária. Ambos podem ser usados para desenvolvimento comercial.

## História
A primeira versão do IntelliJ IDEA foi lançada em janeiro de 2001 e foi um dos primeiros IDE Java disponíveis com recursos avançados de navegação e refatoração de código integrados.
Em 2009, a JetBrains lançou o código-fonte do IntelliJ IDEA sob a licença Apache 2.0 de código aberto. A JetBrains também começou a distribuir uma versão limitada do IntelliJ IDEA que consiste em recursos de código aberto sob o apelido de Community Edition. A Ultimate Edition oferece recursos adicionais por uma taxa mensal.